# Pleine Lune (film, 1998)
Pour les articles homonymes, voir Pleine lune (homonymie).
Pour plus de détails, voir Fiche technique et Distribution.
Pleine Lune (Vollmond) est un film suisse réalisé par Fredi M. Murer et sorti en 1999.

## Fiche technique
- Titre : Pleine Lune
- Titre original : Vollmond
- Réalisation : Fredi M. Murer
- Scénario : Fredi M. Murer
- Photographie : Pio Corradi
- Costumes : Claudia Flütsch
- Décors : Susanne Jauch
- Montage : Loredana Cristelli et Isabel Meier
- Musique : Mario Beretta
- Son : Henri Maikoff
- Sociétés de production : Arena Films - Pandora Filmproduktion - T&C Film AG
- Pays de production :  France -  Suisse -  Allemagne
- Distribution : Pierre Grise Distribution (France) - Columbus Film (Suisse) - Pandora Film Verleih (Allemagne)
- Durée : 124 minutes
- Date de sortie : France - 31 mars 1999

## Distribution
- Hanspeter Müller-Drossaart
- Sara Capretti
- Soraya Sala
- Max Rüdlinger
- Michael Neuenschwander

## Récompense
- Grand prix des Amériques au Festival des films du monde de Montréal 1998[1]